# 877
Cette page concerne l'année 877  du calendrier julien. Pour l'année 877 av. J.-C., voir 877 av. J.-C.
L'année 877 est une année commune qui commence un mardi.

## Événements
- 14 octobre : Musa ibn Bugha, nommé gouverneur d'Égypte par le calife Al-Mutamid, part de Samarra avec une armée contre Ahmad Ibn Touloun ; il meurt après avoir atteint Bagdad[1].
  - Ahmad Ibn Touloun détourne au profit de l’Égypte une partie des impôts dus au calife, afin d’embellir sa province et favoriser ses administrés. Ces initiatives ne sont pas appréciées par le calife abbasside, qui envoie une expédition militaire en Égypte. Ibn Touloun met les troupes syriennes chargées de le destituer en déroute. En s’appuyant sur le mouvement qarmate, il conquiert la Syrie puis la Cilicie  et une partie de la Mésopotamie (878)[2].
- Fondation de la secte ismaïlienne des Qarmates par Hamdan Qarmat, paysan d’Irak[3], à l'origine de la révolte qarmate en Basse Mésopotamie. Cette jacquerie religieuse de paysans dépouillés par l’extension des grands domaines s'étend en Irak et en Syrie. Les qarmates transfèrent ensuite leur activité au Bahreïn (903).

- L'île du Groenland est aperçue par le viking Gunnbjorn[4].
- Début du règne d'Indravarman Ier, roi du Cambodge. Il étend considérablement  l’État khmer (fin en 889). (fin en 889). Il fait construire la « cité hydraulique » de Hariharalaya à Roluos[5].

### Europe
- Printemps : Alfred le Grand reprend Exeter aux Danois[6].
- 7 avril : l'empereur Charles le Chauve reçoit à Compiègne, où il célèbre la fête de Pâques, des appels à l'aide du pape Jean VIII, menacé par les Sarrasins, datés des 11 et 13 février[7].
- 5 mai : consécration de la collégiale Sainte-Marie, construite par Charles le Chauve, petit-fils de Charlemagne à Compiègne, dont il veut faire sa capitale à l'exemple d'Aix-la-Chapelle[8].
- 7 mai : Charles le Chauve ordonne la levée d’un tribut de 5 000 livres d’argent pour acheter la retraite des Normands de la Seine[7].
- 14 - 16 juin : signature à Quierzy-sur-Oise, par l'empereur Charles le Chauve, du capitulaire de Quierzy établissant l'hérédité dans les domaines et les charges pour les descendants des nobles partis en Italie avec lui : c'est un caractère essentiel de la féodalité[9] et les historiens du XIXe siècle ont fait abusivement remonter l'origine de cette institution à cette date[7]. Après l'assemblée de Quierzy, Charles le Chauve prend le chemin de l'Italie. Pendant son absence, un groupe de Grands, dont son  beau-frère Boson[10], Bernard Plantevelue, comte d’Auvergne, Bernard, marquis de Gothie, Hugues l’Abbé, cousin de l’empereur et marquis en Neustrie, conspirent contre lui[7].
- Septembre : arrivée de Charles le Chauve à Pavie. Il se replie sur Tortone à l'annonce de l'avance de l'armée de Carloman de Bavière. Richilde y est couronnée impératrice par le pape Jean VIII. Carloman entre à Pavie à la mi-septembre et se fait reconnaitre roi d'Italie. Apprenant la révolte des Grands en Francie, Charles quitte la Lombardie ; il tombe malade le 25 septembre[10].
- 6 octobre : mort de l'empereur Charles le Chauve dans la vallée de la Maurienne, au retour d’une expédition en Italie ; en raison de la putréfaction prématurée de son corps, il est enterré provisoirement à Nantua[10]. L’empire reste vacant jusqu’en 881. Son fils Louis II le Bègue doit traiter avec les Grands révoltés pour lui succéder.
- 26 octobre : Photios redevient patriarche de Constantinople après la mort d’Ignace[11] (fin en 886). Le pape Jean VIII accepte qu’un nouveau concile annule celui de 869-870 qui condamnait Photios.

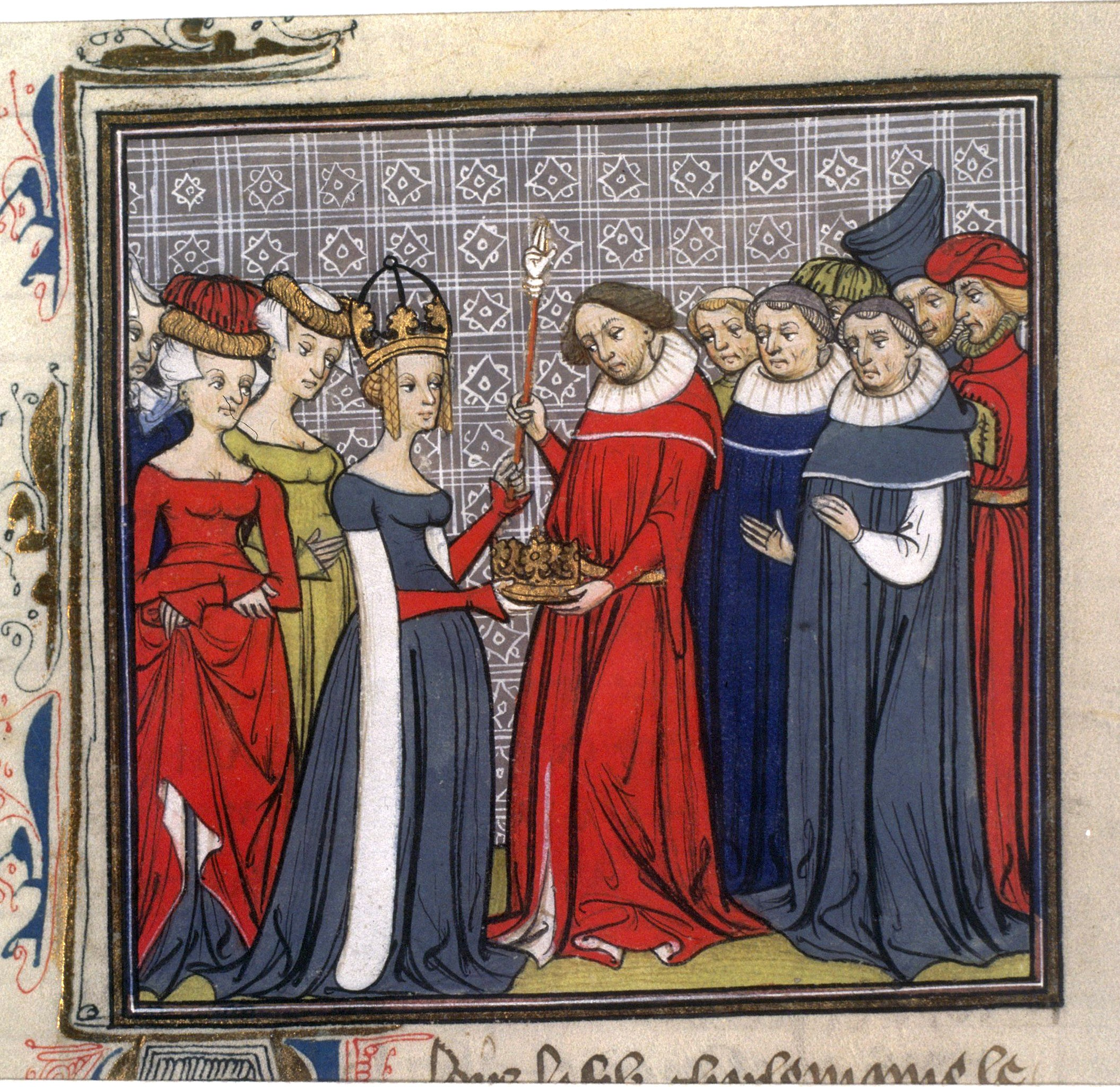
8 décembre : Louis II le Bègue reçoit les regalia

- 8 décembre : couronnement de Louis II le Bègue, roi de Francie occidentale par Hincmar de Reims à Compiègne (fin du règne 879). Il doit partager son pouvoir avec les grands[12]. Bernard de Gothie refuse de reconnaître son autorité. Bernard Plantevelue et Boson aident Louis à mater la rébellion, mais conserveront pour eux les comtés détenus par Bernard de Gothie (878)[13].
- Sergius II, duc de Naples, excommunié par le pape pour son alliance avec les Aghlabides, est déposé et remplacé par son frère l'évêque Athanase, qui lui fait crever les yeux et l'envoie en captivité à Rome[14].
- Le pape Jean VIII cherche vainement, par l’argent et l’excommunication, à détacher Amalfi des Sarrasins. La ville s’engage cependant à protéger contre eux la côte de l’Italie du Sud[15].
- Création par les Danois de colonies, aux dépens des royaumes de Mercie et de Northumbrie (fin en 917/942) : les cinq bourgs des Midlands (Nottingham, Derby, Lincoln, Stamford, Leicester)[16].
- Le roi danois d’York Hálfdan attaque les Norvégiens de Dublin, mais sans succès. Il meurt dans le Strangford Lough[17].
- Début du règne du roi Aed Ier d'Écosse[17].